# HD 85512
Désignations
HD 85512, également appelée Gliese 370, est une naine orange de la séquence principale. De type spectral K6 V, elle est située à ∼ 36,8 a.l. (∼ 11,3 pc) du Soleil, dans la constellation des Voiles.
Une exoplanète peut-être de nature tellurique, appelée HD 85512 b, a été détectée autour de cette étoile par la méthode des vitesses radiales en août 2011 dans le cadre du programme HARPS à l'ESO ; cette exoplanète se trouverait peut-être dans la zone habitable de cette étoile.